# Jordi Gomara i Pérez
Jordi Gomara és el nom artístic de Jordi Gomara i Pérez, cantautor de Vallromanes, el Vallès Oriental, nascut a Barcelona ciutat. Després d'un temps allunyat dels escenaris torna el 2009 actuant a Catalunya, País Valencià, Mallorca, Madrid, França, Estats Units d'Amèrica, Colòmbia… en solitari i també compartint escenari amb un gran nombre d'artistes. Grava el CD D'amor i d'altres dissidències el 2012 amb col·laboracions de Cesk Freixas i Andreu Valor. Al setembre de 2012 el presenta a banda completa amb músics de La Carrau i la col·laboració de Cesk Freixas. La seva cançó La dissidència ha quedat classificada entre les 10 millors cançons d'autor en els premis Enderrock 2013 per votació popular. L'any 2016 participà amb la seva cançó Sense tu tot és no res en el CD Notes blaves per l'AUTISME amb artistes com Max Sunyer, Amadeu Casas, Jordi Sabatés, Jordi Batiste, Olivier Durand... Després d'un temps allunyat dels escenaris va ser convidat a participar en el X Festival de Cantautors i Intèrprets de Sant Boi de Llobregat.
La seva música és d'un estil molt propi però variat, amb influències molt diverses. Amb lletres i música de tall intimista preferentment, combina cançons més personals amb d'altres de contingut social i polític molt crític. Ha enregistrar el seu primer disc D'amor i d'altres dissidències publicat per Temps Record al maig de 2012 amb col·laboracions de Cesk Freixas i Andreu Valor. Al setembre de 2012 presentà oficialment el seu disc a banda completa, amb els músics de La Carrau i la col·laboració de Cesk Freixas al Correllengua 2012, en un concert organitzat per l'Ajuntament de Vallromanes. La seva cançó La dissidència ha quedat classificada entre les 10 millors cançons d'autor per votació popular en els premis de la música catalana 2013 de la revista Enderrock.

## Discografia
- 2012: D'amor i d'altres dissidències (Temps Record)